# Leonie Taylor
Leonora Josephine "Leonie" Taylor (Cincinnati, Ohio, març de 1870 – Cincinnati, 3 de juliol de 1966) va ser una arquera estatunidenca que va competir durant a primers del segle xx.
El 1904 va prendre part en els Jocs Olímpics de Saint Louis, on va guanyar la medalla d'or en la prova de la ronda per equips del programa de tir amb arc. En les proves de la ronda Columbia i ronda Nacional fou sisena.
La seva germana, Mabel Taylor, també va disputar aquests mateixos Jocs Olímpics.